# Amt Eldenburg Lübz
L'Amt Eldenburg Lübz si trova nel circondario di Ludwigslust-Parchim nel Meclemburgo-Pomerania Anteriore, in Germania.

## Suddivisione
Comprende 10 comuni (abitanti il 31 dicembre 2022):
1. Gallin-Kuppentin (444)
2. Gehlsbach (555)
3. Granzin (376)
4. Kreien (345)
5. Kritzow (471)
6. Lübz, Città * (6 183)
7. Passow (693)
8. Ruhner Berge (1 878)
9. Siggelkow (838)
10. Werder (335)

Il capoluogo è Lübz.